# Francisco Herrera García
Francisco Herrera García (Viana, Navarra 1673 - Palma de Mallorca, 1733) fue un escultor y arquitecto navarro afincado en Mallorca. Con él se inicia una dinastía de artistas del siglo XVIII continuada por su hijo y su nieto.
Se estableció en Mallorca hacia 1697, invitado por el padre Josep Palou, provincial de los franciscanos que le conoció en Menorca. Residía en la parroquia de San Miguel de la ciudad de Mallorca. 
En 1709 se casó con Elisabet Oms y Abraham, hija del pintor Antoni Oms i Bestard. En segundas nupcias se casó con Joana Mateu Amer, hija de un carpintero de la ciudad. 
Murió en 1733 y fue enterrado en la Seo de Mallorca. 
Hijo suyo fue el escultor Gregori Herrera Mateu (Ciudad de Mallorca, XVIII), padre a su vez del pintor y escultor Francesc Herrera Ferragut (Palma, ?- 1778).

## Obra

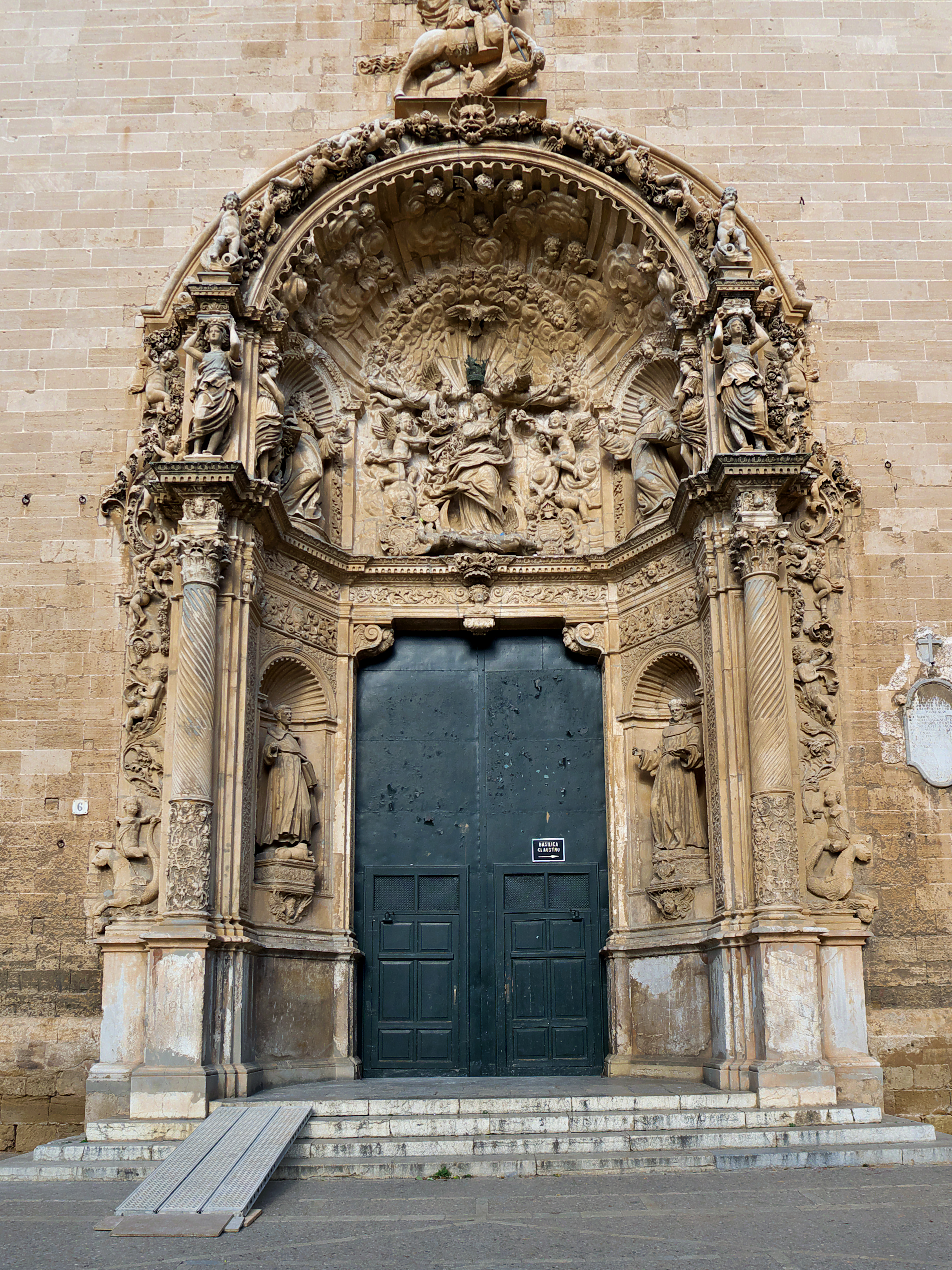
Portada principal de la iglesia de San Francisco de la ciudad de Mallorca

La primera obra documentada de Herrera es el segundo cuerpo de la portada principal de la iglesia de San Francisco, de la ciudad de Mallorca, inacabada desde la muerte de Jaume Blanquer Florit. Herrera se ajustó a la primitiva tipología absidal, consiguiendo un conjunto unitario. Aún así, hizo un tratamiento original de las figuras, sobre todo de la Inmaculada central. El escultor siguió trabajando por los franciscanos y en 1700 realizó una Inmaculada por el convento de San Buenaventura, de Llucmayor, cortada en madera. Se le ha atribuido el retablo de San Pedro Regalado del convento de Ciudad (1711). Una talla suya en madera de San Isidro se encuentra en la iglesia parroquial de Santa María del Camino.

## Trabajos arquitectónicos

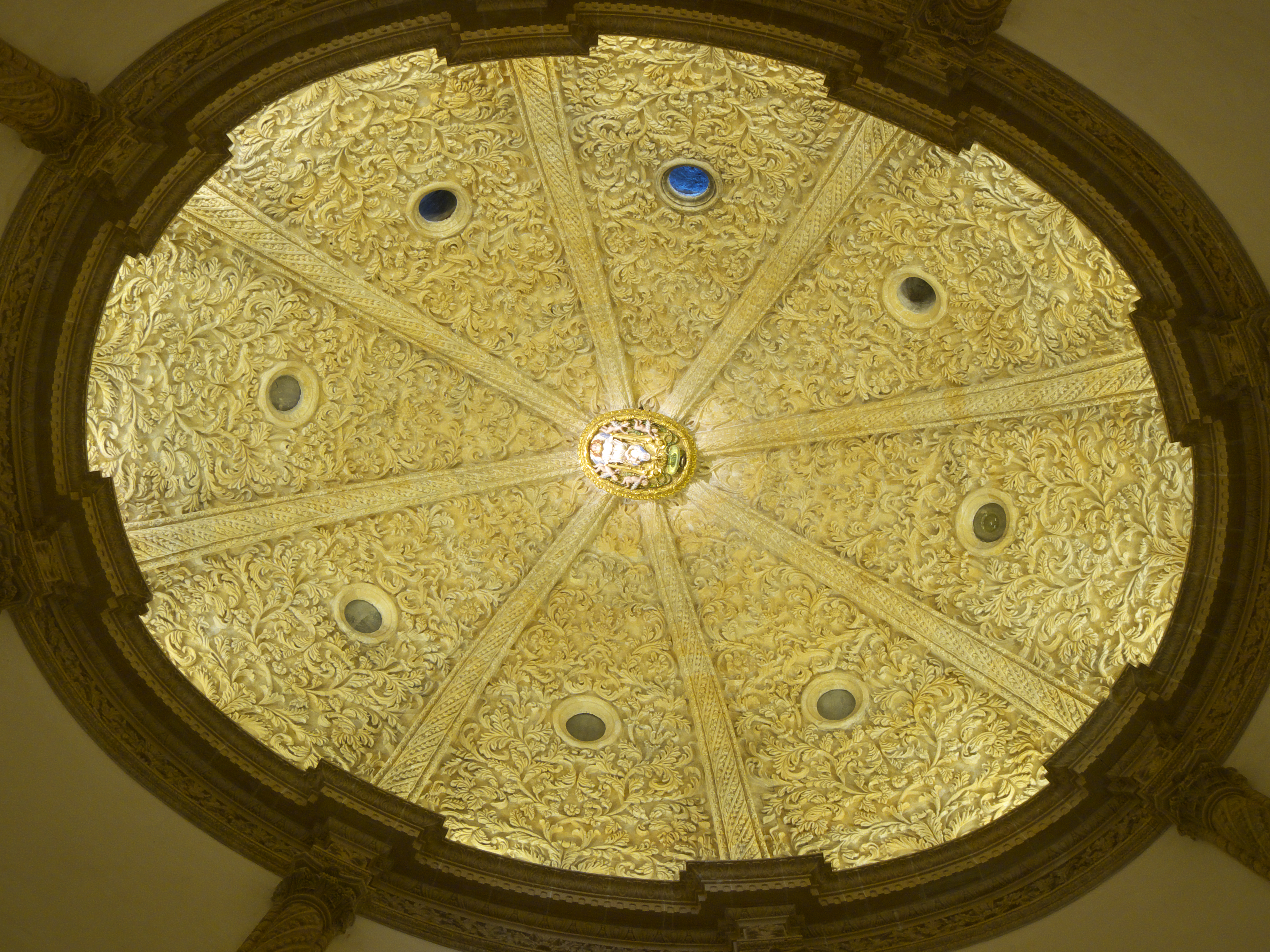
Cúpula elíptica de la Sala Capitular de la Sede de Mallorca

Realizó la capilla de San Nicolás de Tolentí, en la iglesia del Buen Socorro de Ciudad, bendecida en 1707. Otra obra similar es la sala capitular de la Seo de Mallorca, levantada entre 1697 y 1701, de planta ovalada, con mucha ornamentación y un notable carácter dinámico e innovador.

## Los retablos
Los retablos constituyen su producción más importante. Él hacía el rastro del conjunto y trabajaba las figuras principales. Obra suya es el segundo cuerpo (1709-1715) del retablo mayor de Santa Teresa de Ciudad. En 1712 Herrera cobraba el diseño del retablo de San Sebastián de la Seo. Más original es el retablo catedralicio de San Antonio de Padua, realizado entre 1716 y 1720, con la más típica retórica barroca. Herrera se ocupó de la estatua del titular y del relevo de Santa Rosalía. También en la Seo, el retablo de San Martín de Tours se puede interpretar como una transacción entre el gusto tradicional y las influencias italianas sobre Herrera. Un cuarto retablo de Herrera en la Seo, dedicado a San Bernardo, desapareció en un incendio en 1912.
Otros dos retablos suyos son los que decoran los presbiterios de las iglesias de San Miguel y de Santa Catalina de Siena de la ciudad de Mallorca.